# Coupe du monde d'escrime 2013-2014
Navigation
Édition précédente Édition suivante
La coupe du monde d'escrime 2013-2014 est la 43e édition de la coupe du monde d'escrime, compétition d'escrime organisée annuellement par la Fédération internationale d'escrime, FIE. 
| Légende                   |
| Championnats du monde     |
| Championnats continentaux |
| Grands Prix               |
| Coupe du monde            |
| Satellite                 |

## Épée individuelle

### Palmarès Hommes
| Date       | Nom et lieu du tournoi                                 | Vainqueur             | Finaliste           |
| 12/10/2013 | Kupittaa tournament, Turku                             | Nikolai Novosjolov    | Sten Priinits       |
| 27/10/2013 | Tournoi satellite, Copenhague                          | Luca Ferraris         | Andrea Cipriani     |
| 10/11/2013 | Tournoi satellite, Arhus                               | Troels Christian Robl | Toni Kneist         |
| 17/11/2013 | Tournoi satellite, Antalya                             | Guray Sir             | Vitali Sokolovski   |
| 23/11/2013 | Tournoi satellite, Oslo                                | Anatoliy Herey        | Tor Forsse          |
| 30/11/2013 | Belgrade Trophy, Belgrade                              | Jan Bidovec           | Jan Golobic         |
| 07/12/2013 | Tournoi satellite, Dublin                              | Ido Ajzenstadt        | Joao Cordeiro       |
| 11/01/2014 | SAF Pokalen, Stockholm                                 | Mateusz Nycz          | Kasper Roslander    |
| 17/01/2014 | Grand Prix du Qatar 2014, Doha                         | Park Sang-young       | Enrico Garozzo      |
| 25/01/2014 | Coupe du monde, Legnano                                | Jung Jin-sun          | Jean-Michel Lucenay |
| 15/02/2014 | Heidenheimer Pokal, Heidenheim                         | Bohdan Nikishyn       | András Rédli        |
| 22/02/2014 | Glaive de Tallinn, Tallinn                             | Max Heinzer           | Bas Verwijlen       |
| 15/03/2014 | International Hapoel games, Ashkelon                   | Grigori Beskin        | Ido Herpe           |
| 23/03/2014 | Vancouver Grand Prix - Absolute, Vancouver             | Fabian Kauter         | Nikolai Novosjolov  |
| 03/05/2014 | Challenge réseau ferré de France, trophée Monal, Paris | Pavel Sukhov          | Alex Fava           |
| 11/05/2014 | Grand Prix de Berne, Berne                             | Park Sang-young       | Ulrich Robeiri      |
| 18/05/2014 | Tournoi satellite, Split                               | Otto Tardi            | Athos Schwantes     |
| 24/05/2014 | Jockey Club Argentino, Buenos Aires                    | Bohdan Nikishyn       | Gauthier Grumier    |
| 02/06/2014 | Championnats panaméricains, San Juan                   | Francisco Limardo     | Nicolas Ferreira    |
| 07/06/2014 | Championnats d'Europe, Strasbourg                      | András Rédli          | Paolo Pizzo         |
| 21/06/2014 | Championnats d'Afrique, Le Caire                       | Ahmed Elsaghir        | Ayman Fayez         |
| 04/07/2014 | Championnats asiatiques, Suwon                         | Jung Jin-sun          | Keisuke Sakamoto    |
| 16/07/2014 | Championnats du monde, Kazan                           | Ulrich Robeiri        | Park Kyoung-doo     |

### Palmarès Femmes
| Date       | Nom et lieu du tournoi                                       | Vainqueur           | Finaliste                 |
| 13/10/2013 | Kupittaa tournament, Turku                                   | Kristina Kuusk      | Johanna Bergdahl          |
| 27/10/2013 | Tournoi satellite, Copenhague                                | Brenda Briasco      | Katrina Lehis             |
| 10/11/2013 | Tournoi satellite, Arhus                                     | Lis Fautsch         | Romana Caran              |
| 17/11/2013 | Tournoi satellite, Antalya                                   | Alexandra Ndolo     | Julia Kirschen            |
| 24/11/2013 | Tournoi satellite, Oslo                                      | Sanne Gars          | Irina Embrich             |
| 30/11/2013 | Belgrade Trophy, Belgrade                                    | Pia Klafstad        | Ana Zdanovschi            |
| 12/01/2014 | SAF Pokalen, Stockholm                                       | Johanna Bergdahl    | Sanne Gars                |
| 18/01/2014 | World Cup, Doha                                              | Tiffany Géroudet    | Julia Beljajeva           |
| 02/02/2014 | Westend Grand Prix in Memoriam Sakovics Jozsef, Budapest     | Ana Maria Brânză    | Irina Embrich             |
| 08/02/2014 | Coupe du monde Sparkassen-Weltcup, Leipzig                   | Violetta Kolobova   | Yana Shemyakina           |
| 01/03/2014 | Challenge International de Saint-Maur, Saint-Maur-des-Fossés | Xu Anqi             | Rossella Fiamingo         |
| 08/03/2014 | Ciudad de Barcelona, Barcelone                               | Emese Szász         | Yana Zvereva              |
| 27/04/2014 | Tournoi international, Xuzhou                                | Sun Yujie           | Xu Anqi                   |
| 17/05/2014 | Épée internationale, Rio de Janeiro                          | Lauren Rembi        | Emese Szász               |
| 18/05/2013 | Tournoi satellite , Split                                    | Kelly Boone         | Romana Caran              |
| 23/05/2014 | Grand Prix, La Havane                                        | Hao Jialu           | Courtney Hurley           |
| 01/06/2014 | Championnats panaméricains, San Juan                         | Courtney Hurley     | Katharine Holmes          |
| 08/06/2014 | Championnats d'Europe, Strasbourg                            | Bianca Del Carretto | Marie-Florence Candassamy |
| 20/06/2014 | Championnats d'Afrique, Le Caire                             | Sarra Besbes        | Juliana Barrett           |
| 03/07/2014 | Championnats asiatiques, Suwon                               | Choi In-jeong       | Shin A-lam                |
| 16/07/2014 | Championnats du monde, Kazan                                 | Rossella Fiamingo   | Britta Heidemann          |

## Fleuret individuel

### Palmarès Hommes
| Date       | Nom et lieu du tournoi                       | Vainqueur            | Finaliste             |
| 10/11/2013 | Tournoi satellite, Amsterdam                 | Tomasz Ciepły        | André Sanita          |
| 01/12/2013 | Leon Paul satellite, Londres                 | Maor Hatoel          | Tobia Biondo          |
| 18/01/2014 | Challenge International de Paris, Paris      | Enzo Lefort          | Andrea Cassarà        |
| 22/02/2014 | Tournoi Ciudad de A Coruña, La Corogne       | Ma Jianfei           | Alexander Choupenitch |
| 02/03/2014 | Fleuret de St-Pétersbourg, Saint-Pétersbourg | Andrea Baldini       | Enzo Lefort           |
| 16/03/2014 | Coupe Ville de Venise, Venise                | Ma Jianfei           | Enzo Lefort           |
| 22/03/2014 | Löwe von Bonn, Bonn                          | Andrea Cassarà       | Aleksey Cheremisinov  |
| 26/04/2014 | SK Trophée Séoul, Séoul                      | Alexander Massialas  | Race Imboden          |
| 04/05/2014 | Prince Takamado WC, Tokyo                    | Gerek Meinhardt      | Ma Jianfei            |
| 10/05/2014 | Tournoi satellite, Copenhague                | Philippe Jørgensen   | Simon Rizell          |
| 24/05/2014 | Copa Villa La Habana, La Havane              | Dmitry Rigin         | Yuki Ota              |
| 01/06/2014 | Championnats panaméricains, San Juan         | Gerek Meinhardt      | Alexander Massialas   |
| 09/06/2014 | Championnats d'Europe, Strasbourg            | James-Andrew Davis   | Aleksey Cheremisinov  |
| 20/06/2014 | Championnats d'Afrique, Le Caire             | Mohamed Samandi      | Tarek Ayad            |
| 03/07/2014 | Championnats asiatiques, Suwon               | Heo Jun              | Chen Haiwei           |
| 16/07/2014 | Championnats du monde, Kazan                 | Aleksey Cheremisinov | Ma Jianfei            |

### Palmarès Femmes
| Date       | Nom et lieu du tournoi                       | Vainqueur          | Finaliste          |
| 01/02/2014 | The Artus Court PKO BP, Gdansk               | Arianna Errigo     | Nzingha Prescod    |
| 08/02/2014 | Coupe du monde, Budapest                     | Valentina Cipriani | Alice Volpi        |
| 27/02/2014 | Fleuret de St-Petersbourg, Saint-Pétersbourg | Arianna Errigo     | Elisa Di Francisca |
| 15/03/2014 | Reinhold-Würth-Cup, Tauberbischofsheim       | Martina Batini     | Elisa Di Francisca |
| 22/03/2014 | Coupe du monde, Turin                        | Inna Deriglazova   | Elisa Di Francisca |
| 27/04/2014 | SK Trophée Séoul, Séoul                      | Valentina Vezzali  | Arianna Errigo     |
| 03/05/2014 | Coupe du monde, Shanghai                     | Arianna Errigo     | Inna Deriglazova   |
| 11/05/2014 | Tournoi satellite, Copenhague                | Ana Beatriz Bulcao | Tais Rochel        |
| 24/05/2014 | Grand Prix, Marseille                        | Arianna Errigo     | Inna Deriglazova   |
| 03/06/2014 | Championnats panaméricains, San Juan         | Lee Kiefer         | Kelleigh Ryan      |
| 10/06/2014 | Championnats d'Europe, Strasbourg            | Elisa Di Francisca | Martina Batini     |
| 22/06/2014 | Championnats d'Afrique, Le Caire             | Inès Boubakri      | Eman Shaaban       |
| 02/07/2014 | Championnats asiatiques, Suwon               | Nam Hyun-hee       | Jeon Hee-sook      |
| 16/07/2014 | Championnats du monde, Kazan                 | Arianna Errigo     | Martina Batini     |

## Sabre individuel

### Palmarès Hommes
| Date       | Nom et lieu du tournoi                                       | Vainqueur          | Finaliste            |
| 20/10/2013 | Tournoi satellite, Gand                                      | Seppe Van Holsbeke | Tamás Decsi          |
| 10/11/2013 | Tournoi satellite, Amsterdam                                 | Tamás Decsi        | Giovanni Repetti     |
| 04/01/2014 | Normann-Jørgensen Cup, Copenhague                            | Tamás Decsi        | Nikolai Nikolic      |
| 08/02/2014 | Villa de Madrid, Madrid                                      | Kim Jung-hwan      | Csanád Gémesi        |
| 15/02/2014 | Trophée Luxardo, Padoue                                      | Áron Szilágyi      | Gu Bon-gil           |
| 09/03/2014 | Gerevich-Kovacs-Karpati Grand Prix for the Mol Cup, Budapest | Kim Jung-hwan      | Áron Szilágyi        |
| 22/03/2014 | Sabre de Moscou, Moscou                                      | Tiberiu Dolniceanu | Kim Jung-hwan        |
| 26/04/2014 | Coupe Akropolis, Athènes                                     | Áron Szilágyi      | Kim Jung-hwan        |
| 03/05/2014 | Coupe du Monde, Chicago                                      | Luigi Samele       | Aldo Montano         |
| 11/05/2014 | Tournoi satellite, Reykjavik                                 | Alexander Weber    | Stephen Rocks        |
| 18/05/2014 | Sabre de Wolodyjowski, Varsovie                              | Aldo Montano       | Max Hartung          |
| 25/05/2014 | Glaive D’Asparoukh, Plovdiv                                  | Enrico Berrè       | Diego Occhiuzzi      |
| 03/06/2014 | Championnats panaméricains, San Juan                         | Eli Dershwitz      | Philippe Beaudry     |
| 10/06/2014 | Championnats d'Europe, Strasbourg                            | Aleksey Yakimenko  | Veniamin Reshetnikov |
| 22/06/2014 | Championnats d'Afrique, Le Caire                             | Ziad Elsissy       | Yémi Apithy          |
| 02/07/2014 | Championnats asiatiques, Suwon                               | Gu Bon-gil         | Mojtaba Abedini      |
| 16/07/2014 | Championnats du monde, Kazan                                 | Nikolay Kovalev    | Gu Bon-gil           |

### Palmarès Femmes
| Date       | Nom et lieu du tournoi               | Vainqueur                 | Finaliste                 |
| 01/02/2014 | Trophée BNP Paribas, Orléans         | Olha Kharlan              | Kim Ji-yeon               |
| 08/02/2014 | Coupe du monde, Dakar                | Olha Kharlan              | Charlotte Lembach         |
| 22/02/2014 | Challenge Yves Brasseur, Gand        | Olha Kharlan              | Mariel Zagunis            |
| 01/03/2014 | Coupe du monde, Bolzano              | Mariel Zagunis            | Olha Kharlan              |
| 15/03/2014 | Tournoi international, Antalya       | Cécilia Berder            | Yuliya Gavrilova          |
| 22/03/2014 | Grand Prix, Moscou                   | Ekaterina Dyachenko       | Vassiliki Vougiouka       |
| 03/05/2014 | Coupe du monde, Chicago              | Mariel Zagunis            | Viktoriya Kovaleva        |
| 10/05/2014 | Tournoi satellite, Reykjavik         | Alexandra Shatalova       | María Belén Pérez Maurice |
| 25/05/2014 | Coupe du monde, Pékin                | Olha Kharlan              | Shen Chen                 |
| 02/06/2014 | Championnats panaméricains, San Juan | María Belén Pérez Maurice | Mariel Zagunis            |
| 09/06/2014 | Championnats d'Europe, Strasbourg    | Olha Kharlan              | Ekaterina Dyachenko       |
| 21/06/2014 | Championnats d'Afrique, Le Caire     | Azza Besbes               | Amira Ben Chaabane        |
| 04/07/2014 | Championnats asiatiques, Suwon       | Kim Ji-yeon               | Misaki Emura              |
| 16/07/2014 | Championnats du monde, Kazan         | Olha Kharlan              | Mariel Zagunis            |

## Épée par équipes

### Palmarès Hommes
| Date       | Nom et lieu du tournoi                   | Vainqueur    | Finaliste    |
| 26/01/2014 | Coupe du monde par équipes, Legnano      | Ukraine      | Pologne      |
| 16/02/2014 | Coupe du monde par équipes, Heidenheim   | Suisse       | Corée du Sud |
| 23/02/2014 | Coupe du monde par équipes, Tallinn      | Italie       | Hongrie      |
| 04/05/2014 | Coupe du monde par équipes, Paris        | Suisse       | Italie       |
| 25/05/2014 | Coupe du monde par équipes, Buenos Aires | France       | Russie       |
| 05/06/2014 | Championnats panaméricains, San Juan     | Cuba         | Canada       |
| 11/06/2014 | Championnats d'Europe, Strasbourg        | Suisse       | Espagne      |
| 24/06/2014 | Championnats d'Afrique, Le Caire         | Égypte       | Maroc        |
| 07/07/2014 | Championnats asiatiques, Suwon           | Corée du Sud | Chine        |
| 16/07/2014 | Championnats du monde, Kazan             | France       | Corée du Sud |

### Palmarès Femmes
| Date       | Nom et lieu du tournoi                            | Vainqueur  | Finaliste      |
| 19/01/2014 | Coupe du monde par équipes, Doha                  | Roumanie   | Chine          |
| 09/02/2014 | Coupe du monde par équipes, Leipzig               | Hongrie    | Russie         |
| 02/03/2014 | Coupe du monde par équipes, Saint-Maur-des-Fossés | Estonie    | Suède          |
| 09/03/2014 | Coupe du monde par équipes, Barcelone             | Russie     | Hongrie        |
| 18/05/2014 | Coupe du monde par équipes, Rio de Janeiro        | France     | Chine          |
| 04/06/2014 | Championnats panaméricains, San Juan              | États-Unis | Venezuela      |
| 12/06/2014 | Championnats d'Europe, Strasbourg                 | Roumanie   | Russie         |
| 23/06/2014 | Championnats d'Afrique, Le Caire                  | Tunisie    | Afrique du Sud |
| 06/07/2014 | Championnats asiatiques, Suwon                    | Chine      | Corée du Sud   |
| 16/07/2014 | Championnats du monde, Kazan                      | Russie     | Estonie        |

## Fleuret par équipes

### Palmarès Hommes
| Date       | Nom et lieu du tournoi                 | Vainqueur  | Finaliste    |
| 19/01/2014 | Coupe du monde par équipes, Paris      | Italie     | France       |
| 23/02/2014 | Coupe du monde par équipes, La Corogne | Russie     | Italie       |
| 23/03/2014 | Coupe du monde par équipes, Bonn       | Chine      | Corée du Sud |
| 27/04/2014 | Coupe du monde par équipes, Séoul      | France     | Russie       |
| 25/05/2014 | Coupe du monde par équipes, La Havane  | France     | Russie       |
| 04/06/2014 | Championnats panaméricains, San Juan   | États-Unis | Canada       |
| 13/06/2014 | Championnats d'Europe, Strasbourg      | France     | Italie       |
| 23/06/2014 | Championnats d'Afrique, Le Caire       | Égypte     | Tunisie      |
| 06/07/2014 | Championnats asiatiques, Suwon         | Chine      | Corée du Sud |
| 16/07/2014 | Championnats du monde, Kazan           | France     | Chine        |

### Palmarès Femmes
| Date       | Nom et lieu du tournoi                         | Vainqueur    | Finaliste |
| 09/02/2014 | Coupe du monde par équipes, Budapest           | Italie       | Russie    |
| 28/02/2014 | Coupe du monde par équipes, Saint-Pétersbourg  | Italie       | Russie    |
| 16/03/2014 | Coupe du monde par équipes, Tauberbischofsheim | Italie       | France    |
| 23/03/2014 | Coupe du monde par équipes, Turin              | Italie       | Russie    |
| 04/05/2014 | Coupe du monde par équipes, Shanghai           | Italie       | Russie    |
| 06/06/2014 | Championnats panaméricains, San Juan           | États-Unis   | Canada    |
| 14/06/2014 | Championnats d'Europe, Strasbourg              | Italie       | Russie    |
| 24/06/2014 | Championnats d'Afrique, Le Caire               | Égypte       | Algérie   |
| 05/07/2014 | Championnats asiatiques, Suwon                 | Corée du Sud | Chine     |
| 16/07/2014 | Championnats du monde, Kazan                   | Italie       | Russie    |

## Sabre par équipes

### Palmarès Hommes
| Date       | Nom et lieu du tournoi               | Vainqueur    | Finaliste    |
| 09/02/2014 | Coupe du monde par équipes, Madrid   | Corée du Sud | États-Unis   |
| 16/02/2014 | Coupe du monde par équipes, Padoue   | Russie       | Italie       |
| 23/03/2014 | Coupe du monde par équipes, Moscou   | Russie       | Italie       |
| 27/04/2014 | Coupe du monde par équipes, Athènes  | Allemagne    | Italie       |
| 04/05/2014 | Coupe du monde par équipes, Chicago  | Russie       | Italie       |
| 06/06/2014 | Championnats panaméricains, San Juan | États-Unis   | Canada       |
| 14/06/2014 | Championnats d'Europe, Strasbourg    | Italie       | Russie       |
| 24/06/2014 | Championnats d'Afrique, Le Caire     | Égypte       | Tunisie      |
| 05/07/2014 | Championnats asiatiques, Suwon       | Corée du Sud | Japon        |
| 16/07/2014 | Championnats du monde, Kazan         | Allemagne    | Corée du Sud |

### Palmarès Femmes
| Date       | Nom et lieu du tournoi               | Vainqueur  | Finaliste    |
| 09/02/2014 | Coupe du monde par équipes, Dakar    | Ukraine    | Italie       |
| 23/02/2014 | Coupe du monde par équipes, Gand     | Russie     | Italie       |
| 02/03/2014 | Coupe du monde par équipes, Bolzano  | Russie     | Italie       |
| 16/03/2014 | Coupe du monde par équipes, Antalya  | États-Unis | Russie       |
| 04/05/2014 | Coupe du monde par équipes, Chicago  | Russie     | États-Unis   |
| 05/06/2014 | Championnats panaméricains, San Juan | États-Unis | Mexique      |
| 13/06/2014 | Championnats d'Europe, Strasbourg    | Russie     | France       |
| 23/06/2014 | Championnats d'Afrique, Le Caire     | Tunisie    | Égypte       |
| 07/07/2014 | Championnats asiatiques, Suwon       | Chine      | Corée du Sud |
| 16/07/2014 | Championnats du monde, Kazan         | États-Unis | France       |